# Абант (сын Линкея)
Абант (др.-греч. Ἄβας) — персонаж древнегреческой мифологии. Царь Аргоса, отец Акрисия и, соответственно, прадед Персея. Переселился в Фессалию, завоевал остров Эвбея. По одной из версий мифа, стал эпонимом племени абантов.

## В мифологии
Абант был потомком Эпафа — легендарного царя Египта, сына Зевса от Ио. Он родился от брака представителей двух враждующих ветвей семьи — данаиды Гипермнестры и эгиптиада Линкея (при этом есть альтернативные генеалогии, в которых фигурируют Посейдон, Халкон и Аретуса). После смерти отца Абант стал царём Аргоса (впоследствии этот город называли «Абантовым поприщем»). Позже он основал город Абы в Фокиде, переселился в Фессалию, где назвал равнину «пеласгический Аргос», и покорил остров Эвбея в союзе с племенем абантов, для которых, по одной из версий мифа, стал эпонимом (в других версиях эпоним — Абант, сын Посейдона). Гай Юлий Гигин сообщает, что Абант убил Мегапенфа, чтобы отомстить за своего отца, но единственный Мегапенф, фигурирующий в сохранившихся источниках — внук Абанта.
Абант был женат на Аглае, дочери Мантинея, которая родила ему двух сыновей-близнецов: Акрисия и Прета. После смерти отца абантиады поделили царство. Через Акрисия Абант стал дедом Данаи и прадедом Персея. Гигин называет его отцом ещё и Идмона — прорицателя, участника похода аргонавтов (согласно основной версии мифа, это сын Аполлона); у Аполлодора упоминается дочь Абанта Идомена (жена Амифаона и мать ещё одного прорицателя, Мелампода), у автора схолий к трагедиям Еврипида — Канеф и Халкодон.
Согласно Гигину, именно Абант рассказал отцу о гибели Даная, и тот в благодарность подарил ему щит, который Данай до этого посвятил Гере. После смерти Абанта этот щит помог подавить восстание покорённых аргивянами народов: увидев его в сражении, враги испугались его блеска и бросились бежать. С этой легендой в исторические имена связывали возникновение в Аргосе священных игр (Герей или Гекатомбей), проходивших раз в пять лет; победители этих игр получали в качестве награды вместо венка щит.

## В литературе
Абант стал важным персонажем трагедии афинянина Феодекта «Линкей», текст которой не сохранился. В «Энеиде» Вергилия заглавный герой вешает щит Абанта в храме на мысе Акций во время стоянки в качестве приношения богам.